# Tommy Karlsen Sandum
Tommy Karlsen Sandum (* 9. Juni 1975 in Bærum; † vor oder am 6. Februar 2024 in Oslo) war ein norwegischer Schauspieler.

## Leben
Tommy Karlsen Sandum wuchs gemeinsam mit einem Bruder im südnorwegischen Bærum auf.
Er spielte bereits ab seinem 15. Lebensjahr in einigen Spielfilmen mit. Nach seinem Schulabschluss absolvierte er eine professionelle Schauspielausbildung an einer Schauspielschule in Oslo. Er wirkte als Schauspieler vor der Kamera von 1990 bis 2022 in mehr als 20 Film- und Fernsehproduktionen mit. Als Bühnendarsteller wirkte er in mehreren Theaterstücken und in Musicals an verschiedenen Theaterhäusern in ganz Norwegen mit. Darüber hinaus war er auch als Synchronsprecher für Animationsfilme und Zeichentrickfilme aktiv und lieh dabei verschiedenen Figuren in norwegischer Sprache seine Stimme wie beispielsweise in Pokémon, Lilo & Stitch, Shrek oder in Hilfe! Ich bin ein Fisch.
Tommy Karlsen Sandum war mit der Theologin Birte Nordahl verheiratet. Die Ehe blieb kinderlos. Er wurde am 6. Februar 2024 in seinem Haus in Oslo tot aufgefunden.

## Filmografie (Auswahl)
- 1990: Doden par Oslo S
- 1991: Hviti Vikingurinn
- 1993: De bla ulvene
- 1997: Direkte Lykke (Fernsehserie)
- 2000–2013: Hotel Cæsar (Fernsehserie, 4 Folgen)
- 2001: Fox Grönland (Fernsehserie)
- 2001: Nini (Fernsehserie)
- 2002: Lekestue (Fernsehserie)
- 2004: Skolen (Fernsehserie)
- 2012: Inn i morket
- 2012–2014: Lilyhammer (Fernsehserie, 21 Folgen)
- 2014–2016: The Third Eye (Fernsehserie, 5 Folgen)
- 2018: Frelsen
- 2020: Tjenestemann (Kurzfilm)
- 2020: 22. Juli (TV-Miniserie)
- 2021: Eksponert
- 2022: Wild Men